# Kathedralbasilika Heilige Familie

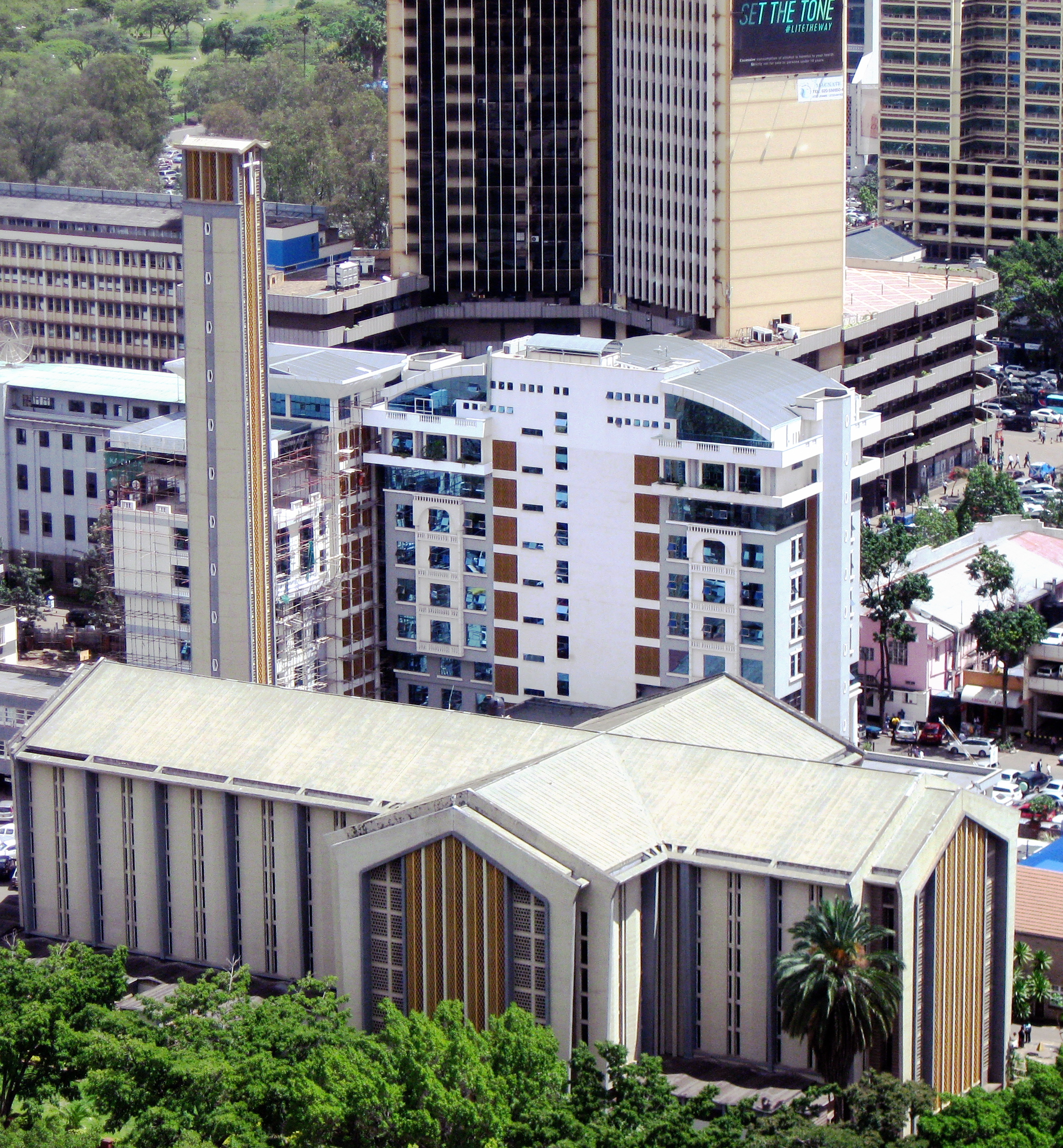
Basilika der Heiligen Familie

Die Kathedralbasilika Heilige Familie (englisch Cathedral Basilica of the Holy Family) ist eine römisch-katholische Kathedrale und Basilica minor in Nairobi, der Hauptstadt von Kenia. Die Kathedrale ist der Heiligen Familie gewidmet und Sitz des Erzbistums Nairobi.

## Vorgeschichte
Die Kirchengemeinde bestand um 1900 aus Eisenbahnarbeitern, die in einem nahe gelegenen Lager wohnten, das der erste Bahnhof von Nairobi werden sollte. Der Spiritaner Josaphat, CSSP wurde 1904 mit dem Bau einer Kirche betraut. Mit einer Sitzkapazität von 300 bis 400 Personen war es das erste Gebäude aus Stein in Nairobi. Die erste Taufe fand im Jahr 1906, die erste Eheschließung 1908 und erste Beerdigung im Jahr 1923 statt.

## Kathedrale

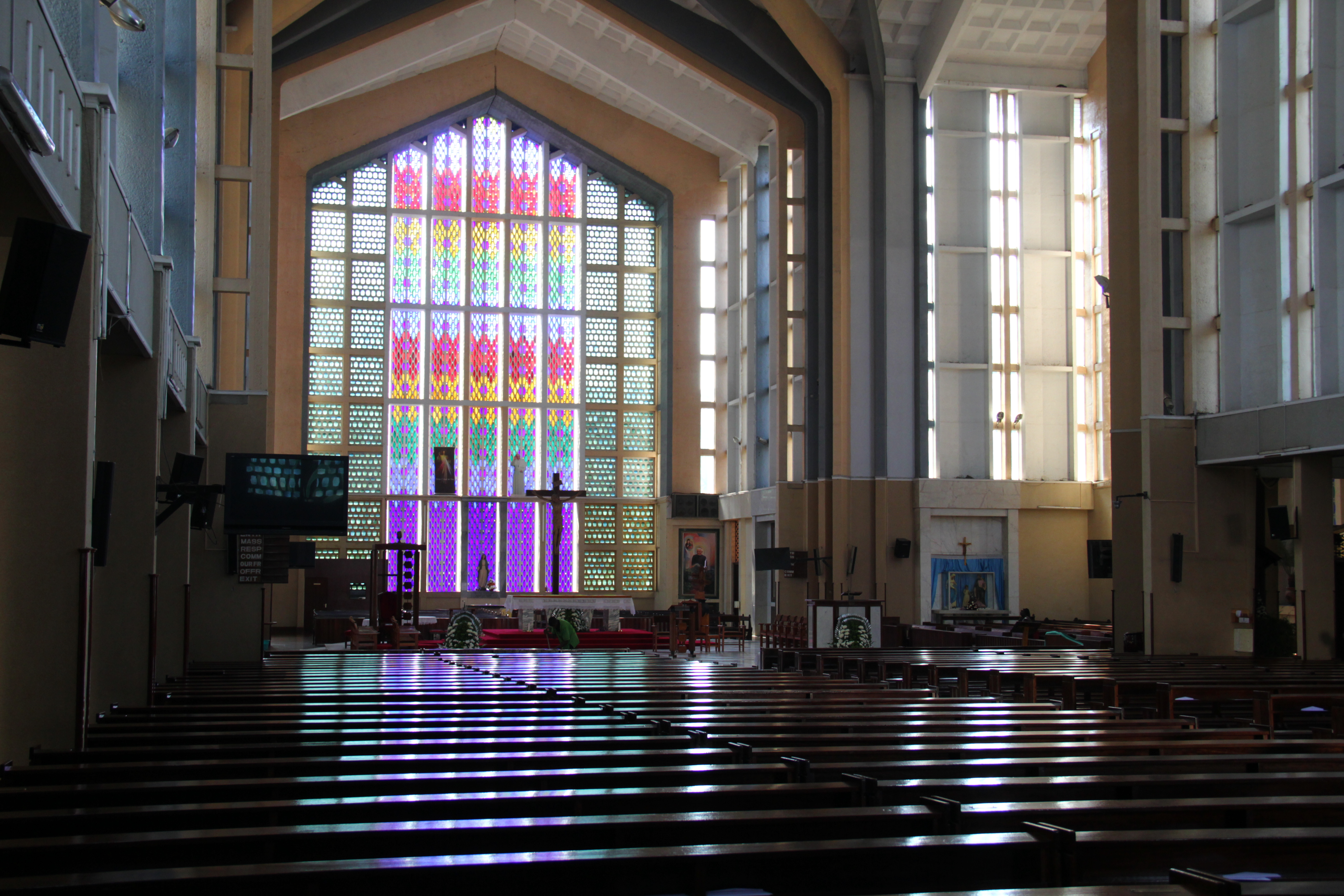
Innenraum der Kathedrale

Die heutige Kirche mit Platz für 3000 bis 4000 Menschen wurde 1960 von der in Kenia aufgewachsenen englischen Architektin Dorothy Hughes (1911–1987) entworfen. Die Kathedrale im internationalen Stil mit einer Höhe von 30 Metern wurde mit abstrakten Bleiglasfenstern in Edelstahlrahmen und Teilen der Kirchenausstattung in Carrara-Marmor geschaffen. Der Entwurf von Hughes umfasst neben dem Querschiff acht Kapellen und einen großen Chor mit dem Hauptaltar und einem großen Kruzifix, Dazu kommen zwei Seitenaltäre sowie Figuren von Maria und Josef. Vor dem Gebäude steht ein Campanile sowie ein großes Kreuz. 
Die Kirche wurde 1980 erstmals von Papst Johannes Paul II. besucht und erhielt am 15. Februar 1982 durch ihn den Rang einer Basilica minor verliehen. Johannes Paul II. betete  bei seinen Pastoralreisen 1985 und 1995 erneut in der Basilika.